# Tanjung Menang (Rambang Dangku)
Tanjung Menang is een bestuurslaag in het regentschap Muara Enim van de provincie Zuid-Sumatra, Indonesië. Tanjung Menang telt 895 inwoners (volkstelling 2010).